# 大物 (ジャック・ヨーヴィルの小説)
『大物』（おおもの、原題：英: The Big Fish）は、イギリスのホラー小説家キム・ニューマンがジャック・ヨーヴィル名義で発表した短編ホラー小説であり、クトゥルフ神話の一つである。

## 概要
『インターゾーン』1993年10月号に発表された後、翌1994年にアンソロジー『インスマス年代記』に収録された。『インスマス年代記』にはジャック・ヨーヴィルの本作とキム・ニューマンの『三時十五分前』が収録されており、つまり1アンソロジーに2名義で参加している。同書の作者紹介解説では、ジャック・ヨーヴィルは記憶喪失者で1989年に発見される以前の記憶が全くないとされており、別個にキム・ニューマンの紹介がある。
ウィンスロップとジュネヴィエーヴの2人はニューマンの『ドラキュラ紀元』のキャラクターであるため、キム・ニューマンのキャラクターがジャック・ヨーヴィルの作品に登場しているということになっている。また、本作におけるジュネヴィエーヴの描写は同作とは異なり、『ドラキュラ紀元』の人物ではあるがパラレルワールドと解釈されている。
舞台は1942年のカリフォルニア州。真珠湾攻撃から始まった太平洋戦争と2月25日に起こったロサンゼルスの戦いが背景にある。カリフォルニアには日本からの移民が多く、当時は10万人の日系人が住んでいたと言われているが、真珠湾攻撃のために彼らが強制収容所送りとなったのは冒頭に描写されている通りである。
東雅夫は「才人キム・ニューマンが別名義で発表した本編は、ラヴクラフトと同時代に活躍したレイモンド・チャンドラーの作風をパスティーシュした趣のハードボイルド神話小説となった。戦時下の時代風俗を巧みに盛り込み、随所に絶妙なくすぐりを利かせた、才気あふれる逸品である」と解説している。『インスマス年代記』でも、作者ヨーヴィルはラヴクラフトとチャンドラーからの影響を述べている。

## あらすじ
日本軍による真珠湾攻撃を発端として太平洋戦争が開幕して3ヶ月が経ち、カリフォルニアでは反日感情が高まっていた。戦争の余波でマフィアは賭博経営が苦しくなり、抗争が激化して何人もの死者が出る。そんな中、マフィアの大物レアード・ブルーネットが宗教にのめり込み、人気女優ジャニス・マーシュ率いるカルト教団に入信した末に姿を消す。私立探偵の「おれ」は、ブルーネットの愛人のジャニィから捜索の依頼を受け、彼の仲間であるパストレに接触しようとするが、パストレは「おれ」と会う前に何者かによって殺される。「おれ」はパストレに会いに来た英仏米3国の工作員たちと出会い、3人のうちFBI所属の1人から、捜査は自分達がするから手を引くように言われる。
「おれ」から先の出来事を聞かされたジャニィは、ブルーネットにジャニィの赤ん坊を連れ去られたことを明かし、今度は赤ん坊を取り戻してほしいと依頼してくる。
教祖であるジャニスはインスマス生まれで、オーベッド・マーシュ船長の子孫だという。「おれ」はダゴン秘密教団がカリフォルニアヴェニス支部に築いた神殿に潜入する。適当な偽名「ハーバート・ウェスト・ラヴクラフト3世」を名乗り、ジャニスに会い、赤ん坊について問いかけるも、ジャニスははぐらかす。
2月25日、賭博師カーティスから、ブルーネットが船にいるという情報を得て、「おれ」は警戒しながら乗船する。魚臭い船内で発見したブルーネットは、心身が荒廃して狂気に陥り、「深きものどもがやって来る」「食い止めなければ」などとつぶやいていた。そこへジャニスが拳銃を構え、赤ん坊を抱えて姿を現す。彼女は半裸であったが、身体は鱗に覆われ、鬘を外して禿頭になっていた。赤ん坊には船長の魂が憑依されており、彼の口から船長の言葉を聞いたブルーネットは恐慌に陥る。ジャニスはブルーネットの首をへし折って殺し、「おれ」に深海への勧誘をしてかかるが、拒絶されるや否や臨戦態勢に突入する。
そのとき、何者かによって船体が破壊され、轟音と水漏れが起こる。おれは一瞬日本軍の魚雷を疑うが、赤ん坊から船長の気配が消えて泣き叫んでいるのを見て、ジャニスをかわして、赤ん坊を連れて脱出する。船の周囲では、武装した何艘ものボートが火器を構えており、海中では何体もの生物が殺されていた。ジャニスが海に飛び込んだ地点にも、銃弾が撃ち込まれる。船が沈没する中「おれ」は赤ん坊を連れてなんとか近くのボートへと避難する。再会した3工作員の話から、彼らがジャニスらが乗っていた船の下にあった危険なものを破壊して深きものどもの勢力を削いだことが判明する。おれはジャニィに赤ん坊を渡して仕事を終える。ジャニスが失踪したことで、ハリウッドからは人気女優が一人消える。あとは、巨大な戦争のうねりに押し流され、物語は閉幕する。

## 主な登場人物
- おれ（偽名：ハーバート・ウェスト・ラヴクラフト3世） - 私立探偵。女優ジャニィの依頼で、賭博師ブルーネットを捜索する。
- バーニイ - 友人。地区検事長の事務員であり、語り手の元同僚。
- ジャンニ・パストレ - シチリアマフィアの支部長。ブルーネットの仲間。バスタブに固定されて溺死させられる。
- レアード・ブルーネット - 賭博マフィア。カジノ用の船を所有する。ジャニィの愛人だが、宗教にのめり込み、姿をくらます。
- カーティス - ブルーネット系列の賭博店主。マフィアの抗争から逃げるために、軍に入隊した。
- ジャニィ・ワイルド - ハリウッド女優。ブルーネットの捜索を探偵に依頼する。
- ジャニス・マーシュ - ハリウッド女優。教団では「船長の娘さま」と称される。人魚。
- フランクリン - ジャニィとレアードの子供。誘拐されてジャニスの許におり、「船長」の魂が憑依している。
- オーベッド・マーシュ船長 - 100年前の人物。ジャニスの先祖。インスマス沖とカリフォルニアに、2つの居住地を築いたという。
- エドウィン・ウィンスラップ - 小柄な男。イギリスのエージェント。3工作員のリーダー。
- ジュネヴィエーヴ - ブロンドの女。フランスのエージェント。
- フィンレイ - アメリカのエージェント（FBI[注 1]捜査官・非公開チーム）である大男。

## 関連作品
- 砂漠の魚の物語 - 続編。邦訳が『ナイトランド・クォータリー15 海の幻視』に収録。
- ドラキュラ紀元 - 人物が共通する。19世紀末にドラキュラ伯爵がヘルシング教授に勝利した歴史になっているパラレルワールド。
- 永劫の探究 - オーガスト・ダーレスの神話作品。同時代を舞台とし、深きものどもが敵として登場する。

## 収録
- 学研M文庫『インスマス年代記 上』「大物」大瀧啓裕訳